# Аспленій сколопендровий
Аспленій сколопендровий, костянець сколопендровий, листовик сколопендровий, турій язик звичайний (Asplenium scolopendrium, синонім Phyllitis scolopendrium) — багаторічна папороть родини аспленієві. Релікт третинного періоду.

## Морфологія

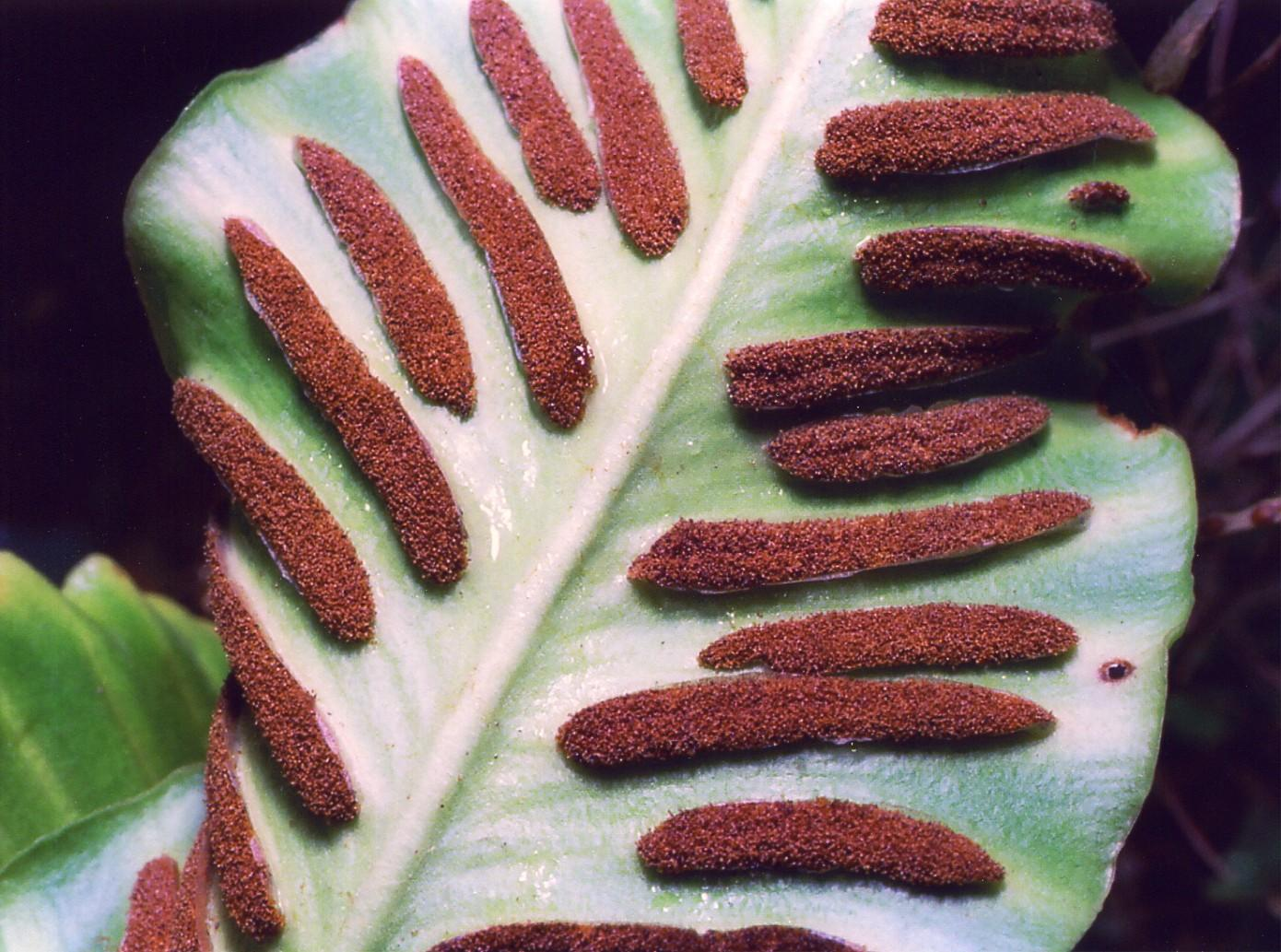
Соруси листовика склопендрового

Папороть висотою 30—80 см, має коротке вкрите лусками на верхівці кореневище. Листя темно-зелене, шкірясте, голе, цілісне, що є унікальним серед папоротей, його довжина становить 10—60 см, ширина — 3—6 см. Черешки коротші за листкову пластинку. На нижній поверхні листків вздовж бічних жилок розташовуються паралельно один до одного соруси вкриті двома покривальцями. Їхнє розміщення нагадує ноги багатоніжки, звідки походить видова назва рослини scolopendrium — з латини означає «сороконіжка».

## Екологія
Аспленій сколопендровий зростає на вологих карбонатних інколи торф'янистих ґрунтах, на вапнякових скелях. Поширений в лісовому, рідше субальпійському, поясі у букових, яворових та хвойних лісах. Листовик склопендровий — тінелюбна рослина, якщо він росте на сонце, то, як правило, має жовтувате листя і відстає у розвитку. Вид відзначається морозостійкістю.

## Поширення
У Європі аспленій сколопендровий поширений від Південно-Східної Швеції до Середземномор'я, також зростає в Азії, північній частині Північної Америки.
В Україні зустрічається в Передкарпатті та Карпатах, зокрема на Чорногорі, Бескидах, Красні, Свидовці, Вулканічних Карпатах, у Криму, на Подільській височині і зрідка на східних відрогах Придніпровської височини (околиці міста Біла Церква Київської області). Всюди дуже рідкісний вид.

## Антропогенний вплив і охорона
Рослина дуже чутлива до змін у середовищі зростання, наприклад, на збільшення рівня освітленості внаслідок вирубування лісу.
Листовик склопендровий перебуває під охороною у Польщі та Словаччині, був запропонований до Червоної книги Українських Карпат.

## Використання
Asplenium scolopendrium часто вирощується як декоративна рослина, виведені декоративні сорти. В народній медицині листя рослини використовують як потогінний, в'яжучий, кровоспинний, сечогінний і відхаркувальний засіб, для лікування туберкульозу, кашлю, захворювань шлунково-кишкового тракту, печінки, селезінки, нирок та шкіри.